# Hermann Graf Hatzfeldt

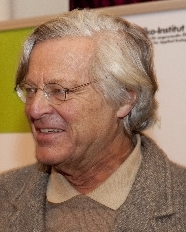
Hermann Graf Hatzfeldt, 2011

Hermann Maria Carl August Graf von Hatzfeldt-Wildenburg-Dönhoff (* 17. Juni 1941 in Königsberg, Ostpreußen) ist ein deutscher Förster, größter Privatwaldbesitzer in Rheinland-Pfalz und Brandenburg, umweltpolitischer Autor und Herausgeber sowie „Ökomanager des Jahres 1998“.

## Herkunft, Beruf und Ausbildung
Hermann Graf von Dönhoff wurde in Ostpreußen als Sohn des Heinrich Botho Graf von Dönhoff (1899–1942) aus Friedrichstein und seiner Gemahlin Dorothea, geb. Gräfin von Hatzfeldt-Wildenburg, geboren. Deren Bruder Franz-Hermann (1920–1941) war der letzte Fürst Hatzfeldt-Wildenburg gewesen, dessen Erbin, seine weitere Schwester Ursula, ihren Neffen Hermann Dönhoff 1956 adoptierte und ihm 1969 den Besitz ihrer Familie im Wildenburger Land im Nordosten von Rheinland-Pfalz hinterließ. Hatzfeldt ist heute Eigentümer eines der größten privaten Forstbetriebe Deutschlands.
Nach dem Abschluss des wirtschaftswissenschaftlichen Studiums mit dem „Master of Economics (M.A.)“ an der Princeton University (USA) begann Hatzfeldt seine Berufslaufbahn als Programm Assistant der Ford Foundation in Bangkok (Thailand). 1970 kehrte er nach Deutschland zurück und leitet seitdem, als Erbe des Familienbesitzes und Eigentümer eines Forstes (7.500 Hektar) rund um Wissen in Rheinland-Pfalz sowie seit 2001 eines zweiten (6.500 Hektar) in Brandenburg nahe Massow bei Halbe, den Familienbetrieb der „Hatzfeldt-Wildenburg'schen Forstverwaltung“ mit Sitz auf Schloss Schönstein bei Wissen an der Sieg im (Landkreis Altenkirchen (Westerwald)). Als Wohnsitz dient ihm das Schloss Crottorf in Friesenhagen. Dort verstarb am 11. März 2002 Hatzfelds Tante, die Publizistin Marion Gräfin Dönhoff.
Die Familie von Hatzfeldt, ursprünglich aus dem oberen Edertal stammend und 1139 erstmals urkundlich erwähnt, erhielt 1420 die zwischen Siegerland, Bergischem Land und Westerwald gelegene reichsfreie Herrschaft Wildenburger Land. Aus dem Erbe der Herren von Seelbach fiel 1563 auch das benachbarte Schloss Crottorf nebst Ländereien an das Haus Hatzfeldt. Schloss Schönstein, seit dem 13. Jahrhundert Mittelpunkt der gleichnamigen kurkölnischen Unterherrschaft, kam 1589 in das Eigentum der Familie und ist seit 1912 Sitz der Hatzfeldt-Wildenburg’schen Verwaltung.

## Ehrenamtliche Tätigkeiten
Als engagierter Umweltschützer übernahm Hatzfeldt seit 1978 zahlreiche nationale und internationale Ehrenämter, die er teilweise noch heute ausübt:
- Mitglied im Beirat der Friedrich-Naumann-Stiftung (1973–1990), Bonn/Königswinter, und dessen stellvertretender Vorsitzender (1987–1990)
- Vorstand des „Öko-Institut“, Freiburg im Breisgau (1979–1982)
- Mitglied „ECOROPA“, Paris & Zürich (seit 1980)
- Advisory Board des „Transnational Institute“, Amsterdam (1984–2014)
- Board Member der „HKH Foundation“, New York City (1986–2012)
- Fachbeirat der „Heinrich-Böll-Stiftung“, Köln (1988–1996)
- Vorsitzender der „Arbeitsgemeinschaft Naturgemäße Waldwirtschaft“ (ANW), Landesgruppe Rheinland-Pfalz (1991–2000)
- Kurator der „Schweisfurth-Stiftung“, München (1992–2001)
- Kurator des „Öko-Institut“, Freiburg im Breisgau & Darmstadt (1994–2010)
- Mitglied im Stiftungsrat des „World Wide Fund For Nature“ (WWF), Frankfurt am Main (1998–2008)
- Vorsitzender der „Arbeitsgruppe Deutschland“ im „Forest Stewardship Council“ (FSC) (1998–2007)
- Mitglied im „MAB-Nationalkomitee“ (MAB = „Der Mensch und die Biosphäre“, ein Programm der UNESCO) (1999–2011)
- Stiftungsrat Grassroots Foundation (seit 1999)
- Mitglied im deutschen „Rat für Nachhaltige Entwicklung“ (2003–2007)
- Vorsitzender der „Marion Gräfin Dönhoff-Stiftung“ (seit 2002)

## Veröffentlichungen
Hatzfeldt hat etliche Bücher zu den Themen Energiepolitik, Waldsterben und ökologische Forstwirtschaft – teilweise auch mit eigenen Beiträgen – als Herausgeber veröffentlicht, darunter:
- Der Gorleben-Report. Ungewissheit und Gefahren der nuklearen Entsorgung. Auszüge aus dem Gutachten und dem Hearing der Niedersächsischen Landesregierung, fischer alternativ Nr. 4031, Frankfurt am Main 1979, ISBN 3-596-24031-X.
- Zeit zum Umdenken! Kritik an v. Weizsäckers Atom-Thesen, Rowohlt aktuell Nr. 4521, 1980, ISBN 3499145219 und ISBN 978-3499145216.
- Kohle. Konzepte einer umweltfreundlichen Nutzung. Eine Übergangsstrategie für die Ökologiebewegung, fischer alternativ 4071, Frankfurt am Main 1982, ISBN 3-596-24071-9.
- Stirbt der Wald? Energiepolitische Voraussetzungen und Konsequenzen. In: Alternative Konzepte 41, Verlag C.F. Müller, Karlsruhe 1982, ISBN 3-7880-9670-5.
- Schadstoffbelastung des Waldes – Forstliche Konsequenzen, Paul Parey Verlag, Hamburg/Berlin 1983, ISBN 3-490-23816-8.
- Der Wald stirbt! Forstliche Konsequenzen. In: Alternative Konzepte 46, Verlag C.F. Müller, Karlsruhe 1984, ISBN 3-7880-9691-8.
- Ökologische Waldwirtschaft. Grundlagen – Aspekte – Beispiele, In: Alternative Konzepte 88, Verlag C.F. Müller, Heidelberg 1995, ISBN 3-7880-9870-8.

## Ehrungen
Als engagierter Umweltschützer wurde er 1998 von der Umweltstiftung WWF und dem Wirtschaftsmagazin „Capital“ zum „Ökomanager des Jahres“ ernannt und erhielt den „WWF-Sonderpreis“. Ausgezeichnet werden Unternehmer, die bei ihrem unternehmerischen Handeln gleichermaßen ökologische, ökonomische und soziale Belange berücksichtigen.

## Film
- Die Waldgrafen und der Sturm. Familie von Hatzfeldt erfindet ihren Forst neu. Dokumentarfilm, Deutschland, 2015, 29:52 Min., Buch und Regie: Henriette von Hellborn, Produktion: SWR, Reihe: made in Südwest, Erstsendung: 3. Februar 2016 bei SWR, Inhaltsangabe von SWR, online-Video verfügbar bis 7. August 2019.